# Saas-Almagell
Saas-Almagell é uma comuna da Suíça, no Cantão Valais, com cerca de 399 habitantes. Estende-se por uma área de 110,28 km², de densidade populacional de 4 hab/km². Confina com as seguintes comunas: Antrona Schieranco (IT-VB), Ceppo Morelli (IT-VB), Macugnaga (IT-VB), Saas-Fee, Saas-Grund, Simplon, Täsch, Zermatt, Zwischbergen. 
A língua oficial nesta comuna é o Alemão.